# Скирос
Скирос (гръцки: Σκύρος) е най-южният и най-големият (209 km²)  остров от архипелага Северни Споради – гръцки архипелаг в Бяло море. Население около 3000 души (през 2003). Административно островът принадлежи към областна единица Евбея за разлика от останалите острови на Северните Споради, които са в самостоятелната областна единица Споради.

## География

### Положение, големина, релеф
Остров Скирос е разположен в крайната югоизточна част на архипелага Северни Споради и отстои на 36 km североизточно от остров Евбея. Дължината му е около 30 km, а ширината от 3 до 12 km. Бреговата му линия е силно разчленена като на запад, изток и юг дълбоко в сушата се вдават заливите Пефко, Ахил, Каламидза и Требуки. На юг и югозапад от него се намират по-малките острови Саракино, Валакса, Скиропула, Ериния и Кулури, а на север – Ексо Поди, Меса Поди и Ворио Поди.
Релефът на острова е хълмист на северозапад и планински на югоизток, където е разположена планината Ко̀хилас с височина 788 m (връх Ко̀хилас). Планината е част от защитената мрежа Натура 2000 (зона 2420006) с означение като орнитологично важно място (зона 115).

### Върхове
Най-високата точка на острова е връх Ко̀хилас (Κόχυλας, Κοχύλας или Πανόφτης & Πυραμίδα), 788 m на едноименната планина в южната част на острова.
Други върхове в планината са:
| Име         | Име         | Височина | Местоположение  |
| ----------- | ----------- | -------- | --------------- |
| Вува        | Βούβα       | 724 m    | на Ю от Кохилас |
| Дафни       | Δάφνη       | 734 m    |                 |
| Дафни       | Δάφνη       | 600 m    |                 |
| Катастихос  | Κατάστιχος  | 538 m    |                 |
| Кокинари    | Κοκκινάρι   | 513 m    |                 |
| Маврурнадес | Μαβουρνάδες | 671 m    |                 |
| Пендекали   | Πεντεκάλη   | 760 m    |                 |

### Геоложки строеж
Изграден е предимно от кристализирали варовици и мрамори, в които широко разпространение имат карстовите форми на релефа. В близост до град Линария има находище на желязна руда.

### Растителен и животински свят
Частично е обрасъл със средиземноморска растителност (маквиси). Отглеждат се лозя, маслини, овце и кози.

### Селища
Столицата на острова е град Скирос, известен още като Хора. Основното пристанище, на западния бряг е Линария. На острова има замък, който датира от времето на Венецианското владение (13-и до 15 век), византийския манастир „Свети Георги“, гробът на английския поет Рупърт Брук
| 1981 | 2757 |  |
| 1991 | 1806 |  |
| 2003 | 3000 |  |

На Скирос са разположени бази на военноморските и военновъздушни сили на Гърция.

## История
В северната част на Скирос край залива Паламари са разкрити селище и археологически находки от бронзовата епоха.
Скирос е свързан с древногръцката митология. Според легендите, тук, в двореца на цар Ликомед се укривал Ахил, за да не се включи в Троянската война. На Скирос той имал връзка с дъщерята на царя – Дейдамея от която му се родил син – Неоптолем. На Скирос бил пратен в изгнение и атинския герой Тезей, който и умира там. Името на Ликомед днес носи замъка, който се издига над столицата на острова. Този замък се намира на мястото на древен акропол.
През 477 пр.н.е. Кимон, като предводител на армията на Делоския морски съюз завладял Скирос, който бил база на пиратите, вилнеели из Егейско море. Кимон поробил тогавашните обитатели на Скирос, долопите, а на тяхно място заселил атиняни.
През 340 пр.н.е., Македония завзема острова и го владее до 192 пр.н.е. когато римската империя я изтласква и Филип V връща острова на Атина.

## Туризъм
Изкачването на планината Ко̀хилас може да стане от крайбрежното селище Каламица през Агия Сотирас – Платания, за около 2:30 часа или от пътя покрай залива Колимбада през Агиос Модестос, за около 2 часа.
В свероизточната част на Хора се намира площадът на Рупърт Брук. До него са Археологическия музей и Етнографския и фолклорен музей на Скирос.
Основно пристанище на острова е Линаря̀ с фериботна връзка до Кими на Евбея и островите Алонисос и Агиос Евстратиос. Също там е разположена яхтена марина. На североизток от Линаря̀ в залива Ахили има малко пристанище и кей.